# Маттіас Манн
Ма́ттіас Ма́нн (нім. Matthias Mann; нар. 10 жовтня 1959, Туйне) — німецький фізик і біохімік. Займається дослідженнями в галузі мас-спектрометрії та протеоміки.

## Життєпис

### Раннє життя та освіта
Маттіас Манн народився в Туйне, Нижня Саксонія, вивчав математику та фізику в Геттінгенському університеті. Здобув ступінь доктора філософії у 1988 році в Єльському університеті, де працював у групі Джона Фенна, який згодом став лауреатом Нобелівської премії з хімії.

### Кар'єра
Після закінчення докторантури в Університеті Південної Данії в Оденсе Манн став керівником групи в Європейській лабораторії молекулярної біології (EMBL) в Гейдельберзі. Пізніше він повернувся до Оденсе як професор біоінформатики. З 2005 року він є директором Інституту біохімії імені Макса Планка в Мартінсріді під Мюнхеном. Крім того, він став головним дослідником у Центрі досліджень білків Фонду Ново Нордіск у Копенгагені.
З його дослідницької групи в Мартінсріді у 2016 році виникли PreOmics, компанія, що займається комерціалізацією наборів для підготовки зразків, і EVOSEP, компанія, що займається комерціалізацією обладнання для аналізу білків.
Його робота має вплив у різних галузях протеоміки на основі мас-спектрометрії:
- Розроблений в EMBL метод мічення пептидної послідовності був одним з перших методів ідентифікації пептидів на основі мас-спектрів і геномних даних.
- Наноелектророзпилення (метод електророзпилення з дуже низькою швидкістю потоку) було першим методом, який дозволив фемтомолекулярне секвенування білків з поліакриламідних гелів.
- Нещодавно розроблений метод метаболічного мічення під назвою SILAC (мічення стабільними ізотопами амінокислот у культурі клітин) широко використовується в кількісній протеоміці.